# Тринитрид дивольфрама
Тринитрид дивольфрама — бинарное неорганическое соединение
вольфрама и азота с формулой W2N3,
чёрные кристаллы.

## Получение
- Реакция аммиака и окситетрахлорида вольфрама(VI):

{\displaystyle {\mathsf {4WOCl_{4}+8NH_{3}\ {\xrightarrow {}}\ 2W_{2}N_{3}+16HCl+4H_{2}O+N_{2}}}}

## Физические свойства
Тринитрид дивольфрама образует чёрные кристаллы
гексагональной сингонии,
пространственная группа P 63/mmc,
параметры ячейки a = 0,287 нм, c = 1,100 нм.